# Władysław Król (piłkarz)
Władysław Król (ur. 30 października 1907 w Kijanach, zm. 29 stycznia 1991 w Łodzi) – polski wszechstronny sportowiec, reprezentant Polski w piłce nożnej i hokeju na lodzie, olimpijczyk, trener i działacz sportowy.

## Sportowiec

### Piłka nożna
Karierę sportową zaczął w 1924 w drużynie piłkarskiej KS Lublinianka. W 1928 przeszedł do Łódzkiego Klubu Sportowego, wkrótce stając się ulubieńcem kibiców i najlepszym strzelcem w historii klubu (95 bramek w I lidze). W 1932 został wicekrólem strzelców polskiej I ligi, ustępując jedynie Kajetanowi Kryszkiewiczowi. W okresie międzywojennym rozegrał ponad 500 meczów w barwach ŁKS (wliczając spotkania towarzyskie), w których zdobył 295 goli. W piłkarskiej reprezentacji Polski wystąpił w 4 meczach, zdobywając 2 bramki. Brał między innymi udział w eliminacjach do Mistrzostw Świata 1934. Desygnowany na Igrzyska Olimpijskie 1940 w Helsinkach.

### Bramki w reprezentacji
| LP | Data             | Miejsce                            | Przeciwnik | Bramka | Rezultat | Ranga meczu     |
| -- | ---------------- | ---------------------------------- | ---------- | ------ | -------- | --------------- |
| 1. | 10 września 1933 | Stadion Wojska Polskiego, Warszawa | Jugosławia | 4:2    | 4:3      | Mecz towarzyski |
| 2. | 12 września 1937 | Stadion Wojska Polskiego, Warszawa | Dania      | 2:1    | 3:1      | Mecz towarzyski |

### Hokej na lodzie
Przez całą karierę zawodniczą związany z ŁKS Łódź, choć grać zaczynał w Lublinie. Wielokrotnie reprezentował Polskę w hokeju na lodzie (19 spotkań, 3 gole). W drużynie hokejowej grał od chwili jej powstania w 1929 do 1951. Wystąpił m.in. w turnieju hokeja na lodzie podczas Igrzysk Olimpijskich w Garmisch-Partenkirchen 1936 oraz na mistrzostwach świata w Pradze w 1938.

### Inne dyscypliny
Uprawiał również lekkoatletykę, łyżwiarstwo szybkie i figurowe, narciarstwo, pływanie, skoki do wody oraz tenis ziemny.

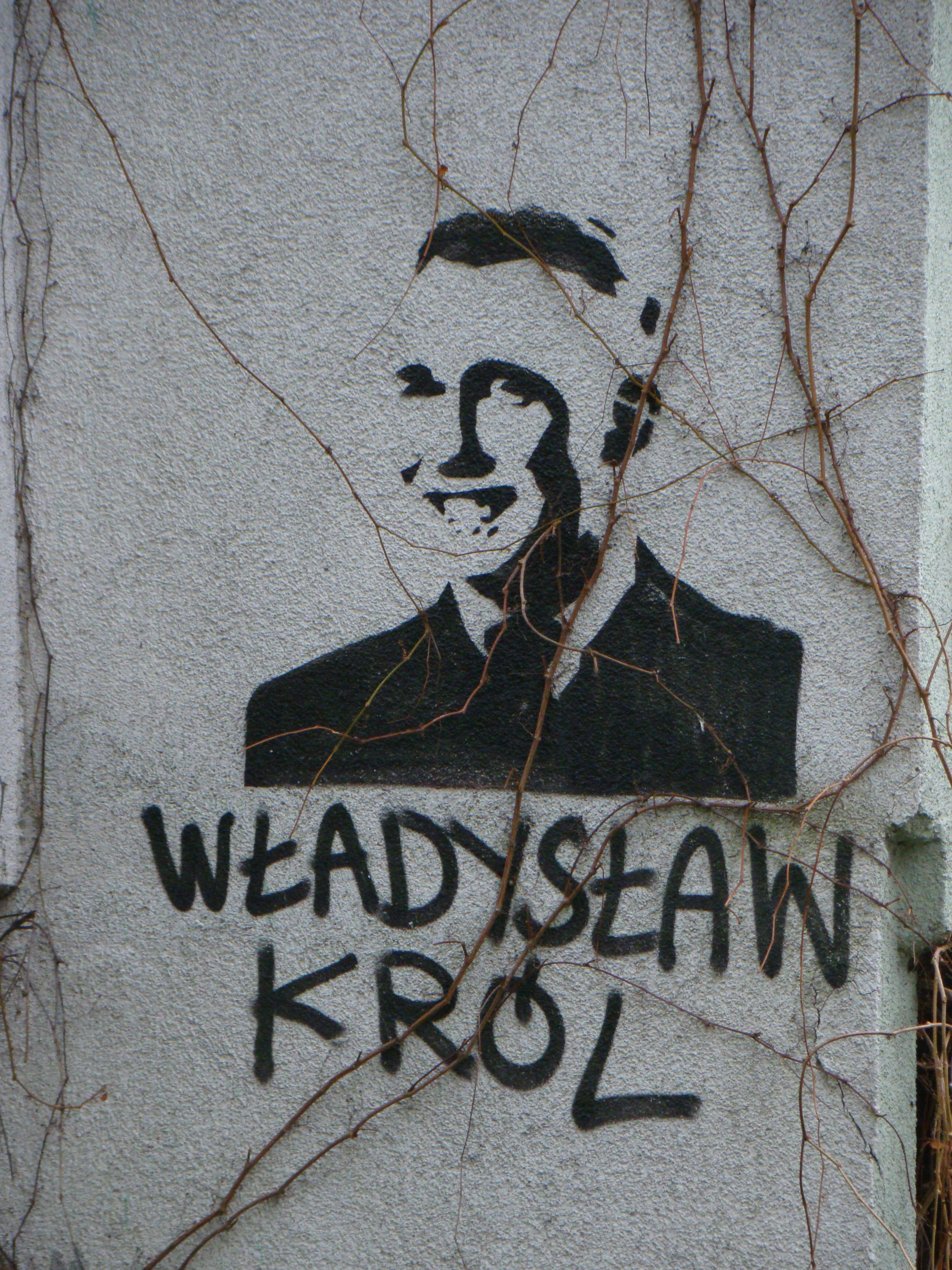
Graffiti upamiętniające Władysława Króla w Łodzi

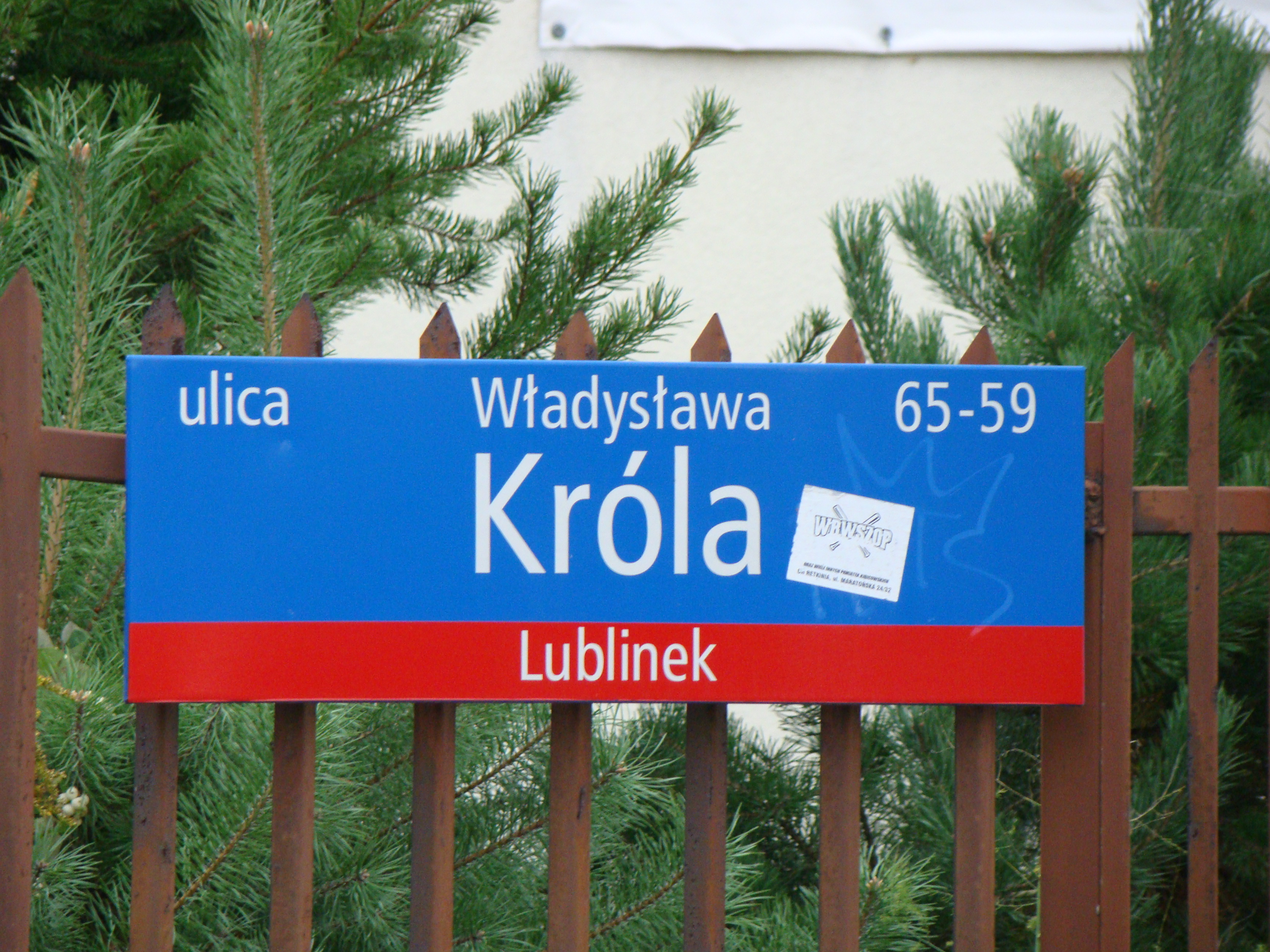
Ulica Władysława Króla w Łodzi

## Trener

### Szkoleniowiec
Piłka Nożna
Od 1946 po uzyskaniu uprawnień instruktorskich prowadził treningi zespołów piłkarskich. Prowadził m.in. drużynę Widzewa Łódź w rozgrywkach II ligi w latach 1950–1951, by później objąć drużynę ŁKS Łódź i poprowadzić ją do największych sukcesów w historii klubu. W 1957 klub pod jego wodzą zdobył Puchar Polski, a w 1958 pierwsze w historii Łodzi mistrzostwo Polski. Sukces ten powtórzył również z drużyną juniorów ŁKS Łódź – zdobywając mistrzostwo Polski do lat 19 w 1962.
Hokej na lodzie
Hokeistów w Łódzkim Klubie Sportowym trenował od początku powstania tej dyscypliny w klubie. Największe sukcesy to: wicemistrzostwo Polski w 1946 oraz brązowy medal wywalczony rok później. W 1953 wraz z juniorami ŁKS sięgnął po mistrzostwo Polski.
W latach 1949–1950 był trenerem kadry narodowej.

### Wychowawca

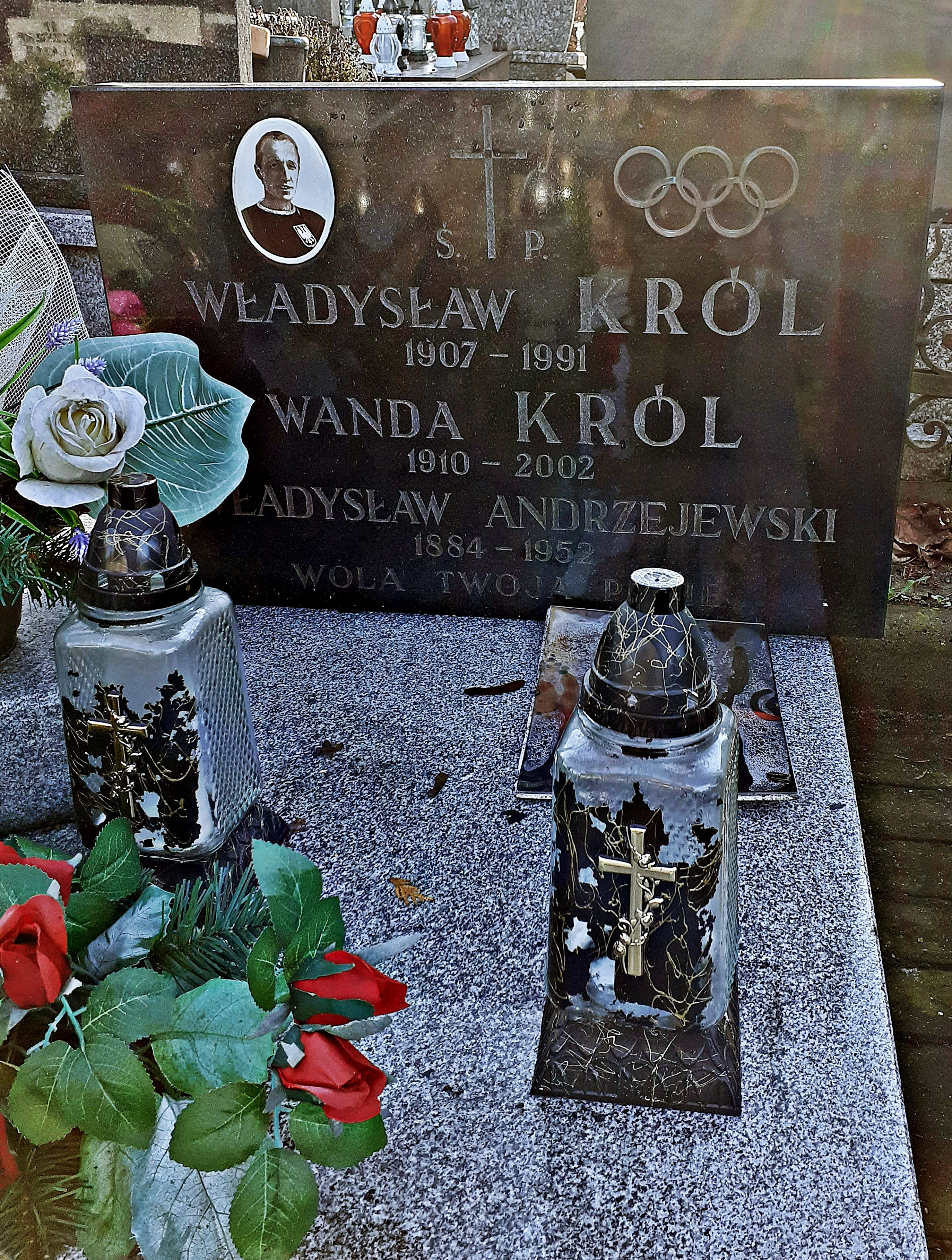
Grób Władysława Króla na Starym Cmentarzu przy ul. Ogrodowej w Łodzi, w części katolickiej.

Władysław Król był trenerem i wychowawcą wielu łódzkich sportowców. Był również aktywnym działaczem społecznym w pionie szkoleniowym Łódzkiego Okręgowego Związku Piłki Nożnej, a także w Łódzkim Klubie Olimpijczyka oraz w Radzie Programowej Muzeum Sportu i Turystyki w Łodzi. W 1978 został jednym z laureatów konkursu Fair-Play, organizowanego przez Polski Komitet Olimpijski i redakcję Sztandaru Młodych. Został także doceniony przez łodzian, jako jedna z najważniejszych postaci w historii miasta, w konkursie „I ty możesz przejść do historii”.
Pochowany na Starym Cmentarzu przy ul. Ogrodowej w Łodzi, w części katolickiej.

## Upamiętnienie
- ulica Władysława Króla w Łodzi – od 27 maja 1994 (ulica położona na terenie osiedli: Piaski, Zagrodniki i Pienista)
- tablica pamiątkowa odsłonięta 30 stycznia 2016 na fasadzie łódzkiej kamienicy, w której mieszkał w latach 1945–1964 (ul. M. Kopernika 61)[2][3][4][5].
- podobizna Króla widnieje na fresku Łódź w pigułce, który przedstawia listę ponad 30 osób najbardziej znanych i zasłużonych dla miasta Łodzi.
- jego imieniem został nazwany Stadion Miejski Łódzkiego Klubu Sportowego im. Władysława Króla[6]